# 諷刺畫

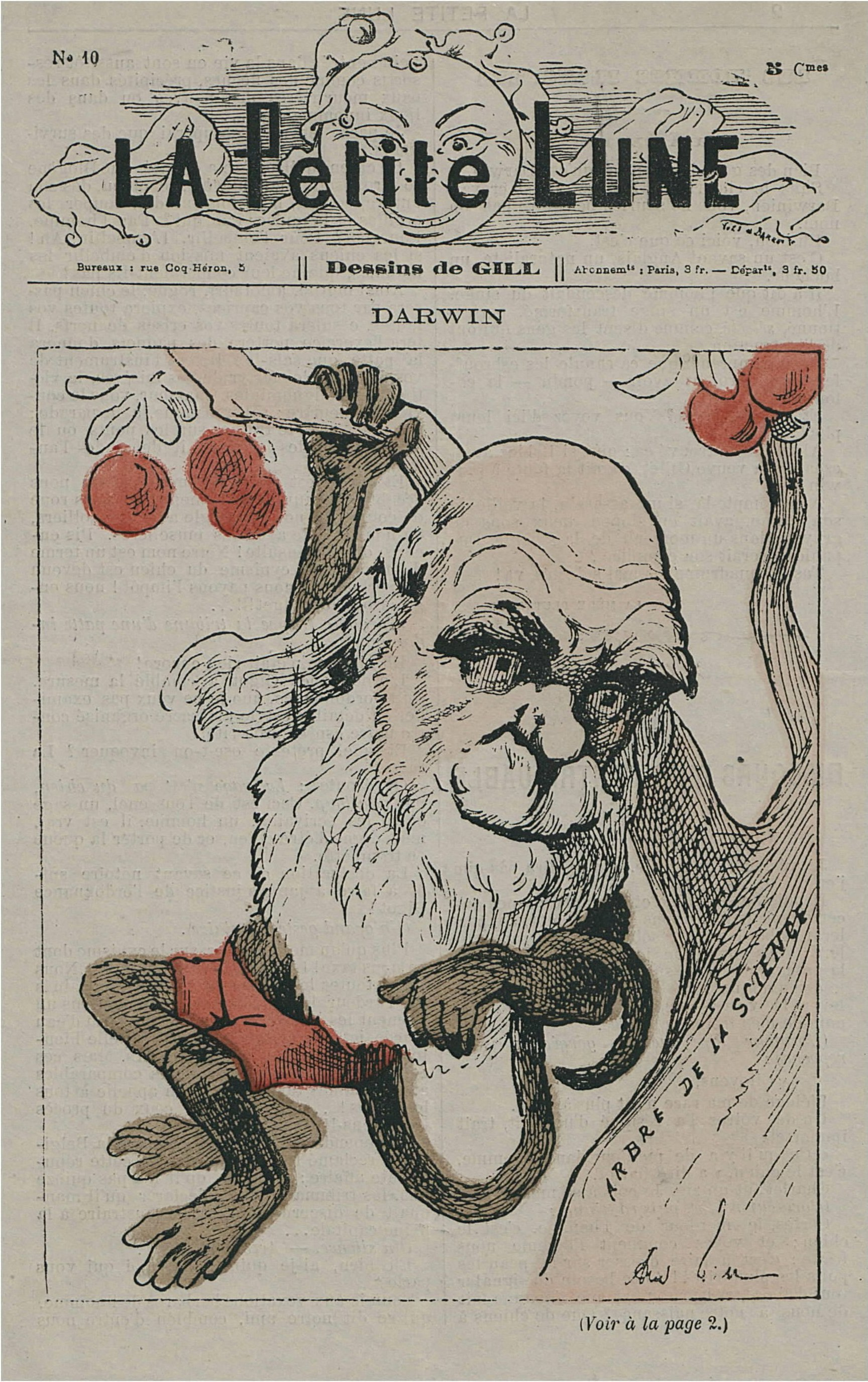
為了揶揄演化論的一幅諷刺畫，描繪擁有「猴子身體的達爾文」

誇飾畫（英語：caricature）屬平面藝術，以誇張或扭曲的繪畫手法，畫出人物或事件，以達到幽默甚至諷刺的效果。誇飾畫經常用在政治諷刺上，既可以用作取笑荒謬的人或事，又可以作為純粹的娛樂。